# Hudson Italia

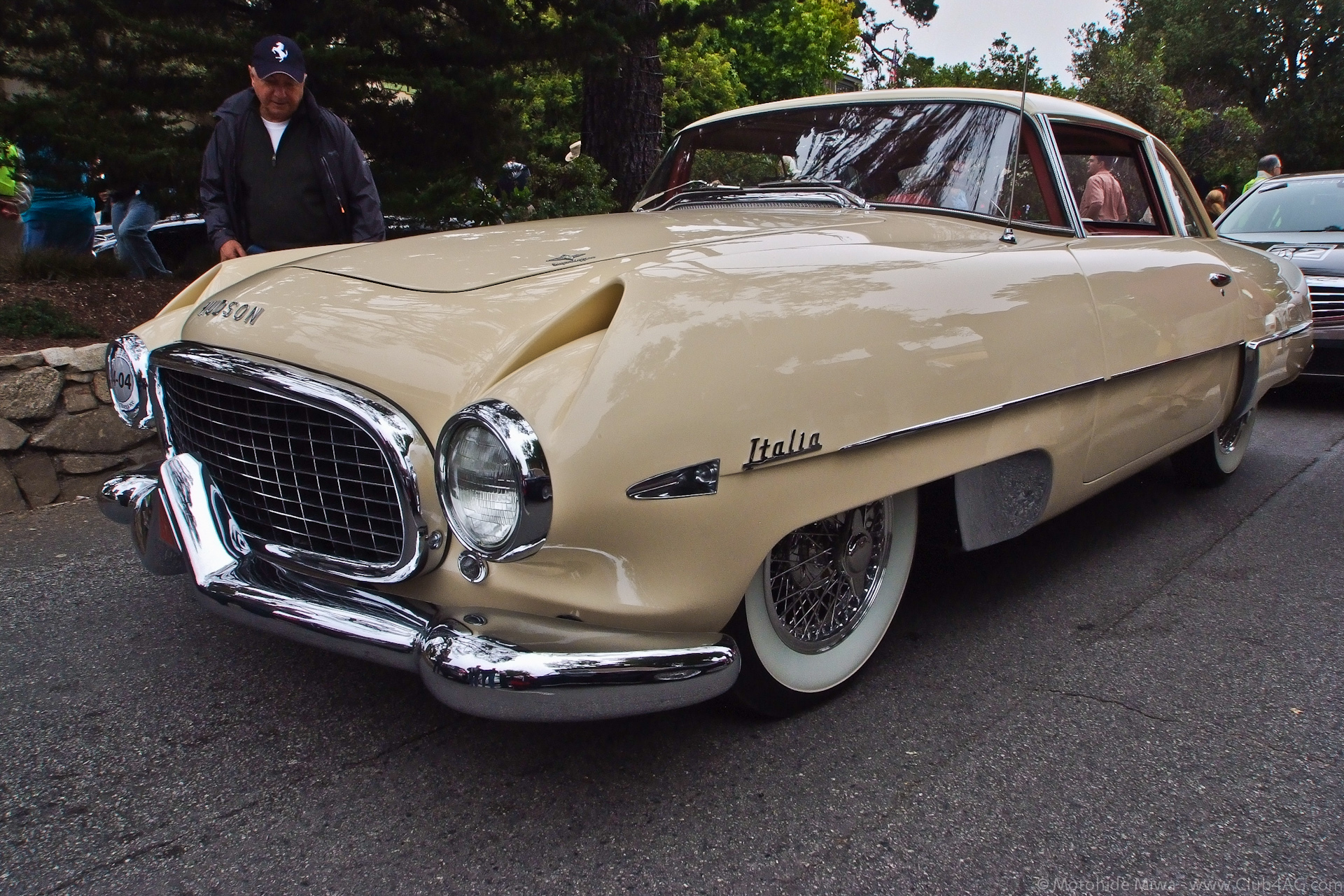
Ein Serienexemplar des Hudson Italia

Der Hudson Italia war eine Designstudie und ein in geringer Zahl in den Modelljahren 1954 und 1955 hergestelltes Coupé mit vier Sitzplätzen, das gemeinsam von der Hudson Motor Car Co. in Detroit, Michigan und der Carrozzeria Touring in Italien entwickelt wurde. Der von Frank Spring entwickelte Wagen basierte auf dem Hudson Jet, von dem er Plattform und Mechanik übernahm, jedoch eine eigene Karosserie und Innenausstattung bekam. Der Radstand wurde, abweichend zu den anderen Hudson Modelle, um 250 mm auf 2667 mm gekürzt. Auf Grund der hohen Fertigungsrate der Karosserie aus Aluminium wog der Wagen nur 1230 kg. Der Produktionsstart war am 14. Januar 1954.

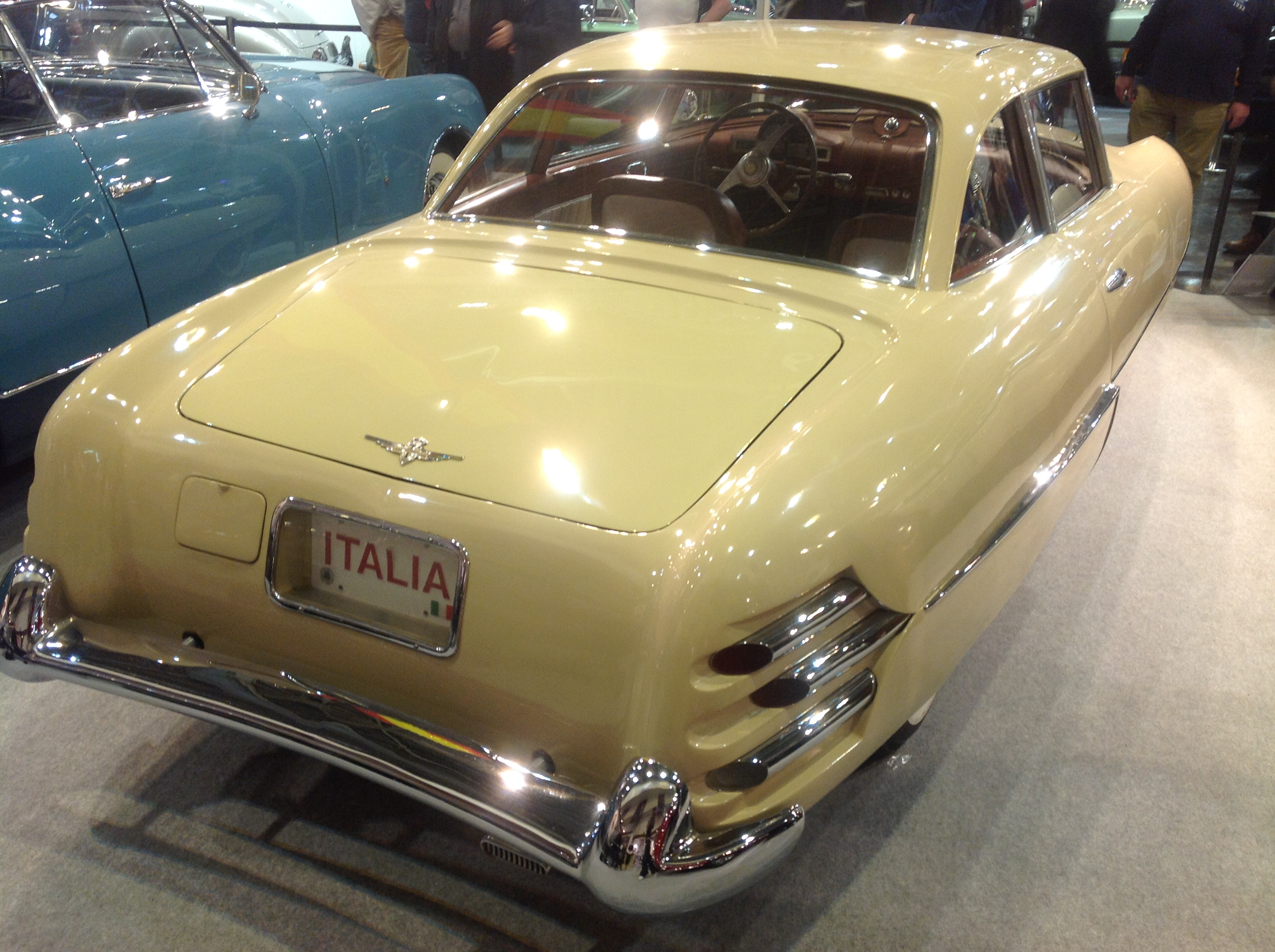
Heckansicht

Während der Entwicklung des unglücklichen Hudson Jet hoffte der Designer, Frank Spring, ein flaches, elegantes Auto zur Hudson-Modellpalette beizusteuern. Der Wagen erschien zunächst unter dem Namen „Super Jet“ und wartete mit vielen Neuerungen auf, wie Aluminiumkarosserie, Panorama-Windschutzscheibe, Türen, die für leichteres Ein- und Aussteigen 36 cm in das Dach eingriffen (wie Flugzeugtüren) und Schalensitze aus Leder und Vinyl. Durch ein innovatives Belüftungssystem des Innenraums, konnte auf die kleinen Belüftungsfenster der Türen verzichtet werden.
Das Styling des Jet war konservativ, das des Italia jedoch ganz im Gegenteil. Zum einen war der Italia 10 cm niedriger als der Jet. Über den Hauptscheinwerfern hatten die vorderen Kotflügel V-förmige Lufteinlässe, die Kühlluft zu den Bremsen leiteten. Der vordere Stoßfänger zeigte ein großes umgekehrtes V in der Mitte, das bis in den Kühlergrill reichte. Lufteinlässe an den hinteren Kotflügeln kühlten die hinteren Bremsen und die Rückleuchten bestanden aus drei verchromten Röhren auf jeder Seite, die in die hinteren Kotflügel eingelassen waren und Auspuffrohre imitieren.
Der hohe Preis des Wagens von 4350 USD (das entspricht mit Stand 2025 etwa 40.500 EUR) zusammen mit den mitreißen Prospekten von Hudson und der unabhängigen Marke (Hudson und Nash fusionierten im Mai 1954) besiegelten das Ende des Italia nach nur 25 Exemplaren. Ein einzelner Prototyp einer 4-türigen Limousine – als X-161 bezeichnet – wurde ebenfalls zur Untersuchung der Fertigungsmöglichkeiten gebaut.
Der Wagen wurde von Hudsons L-Head-Sechszylinder-Reihenmotor mit 3310 cm3 Hubraum angetrieben, der in der Serie 106 SAE-PS bei einer Verdichtungsverhältnis von 7,5 : 1 und als Sonderausführung 114 SAE-PS bei 4000 min−1 entwickelte, und war mit einem manuellen Dreiganggetriebe mit Lenkradschaltung ausgestattet. Der Motor verfügte darüber hinaus über eine 2-fach Ansaugbrücke mit zwei Carter-Vergasern, diese Kombination nannte sich Twin-H-Power. Der Antrieb erfolgte auf die starre Hinterachse, die an Blattfedern geführt war. Vorn verfügte er über eine Einzelradaufhängung. Rundherum hatte der Italia Trommelbremsen zur Verzögerung. Er beschleunigte in 14–15 Sekunden von 0 auf 60 Meilen pro Stunde (96 km/h) und erreichte eine Höchstgeschwindigkeit von 144 km/h.
Es sollen 21 der ursprünglich 26 gebauten Fahrzeuge einschließlich dem 4-türigen Prototyp bis heute überlebt haben.